# Medic veterinar

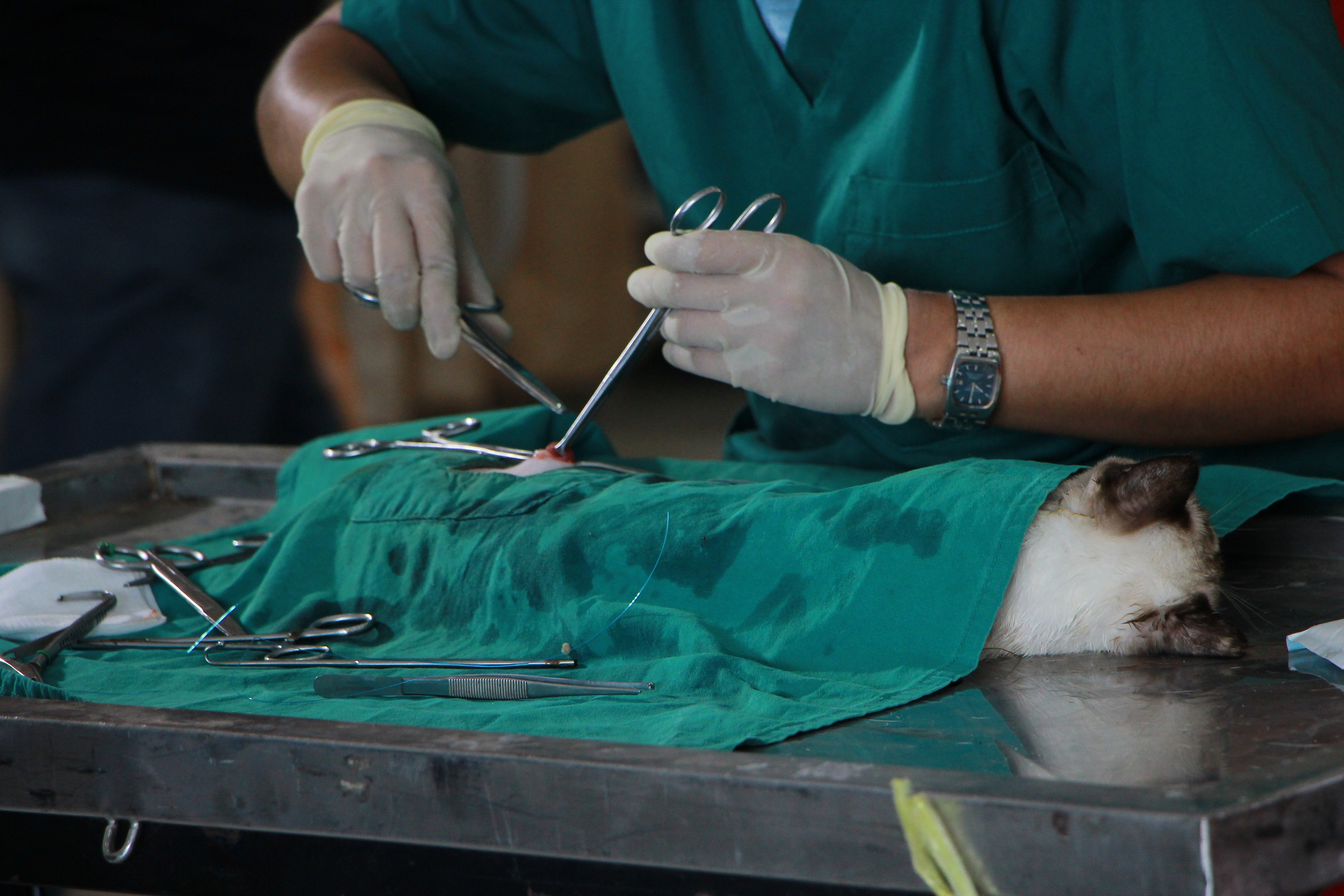
Un medic veterinar efectuează o intervenție chirurgicală pe o pisică domestică

Un medic veterinar (veterinar) este un profesionist care practică medicina veterinară tratând boli, tulburări și leziuni la animale non-umane.

## Descriere
În multe țări, nomenclatura locală pentru un medic veterinar este un termen reglementat și protejat, ceea ce înseamnă că membrii publicului fără calificările prealabile și / sau licența nu pot folosi titlul. În multe cazuri, activitățile care pot fi întreprinse de un medic veterinar (cum ar fi tratamentul bolii sau intervențiile chirurgicale la animale) sunt limitate numai la acei profesioniști care sunt înregistrați ca medic veterinar. De exemplu, în Regatul Unit, ca și în alte jurisdicții, tratamentul animalelor poate fi efectuat doar de medici veterinari înregistrați (cu câteva excepții desemnate, cum ar fi lucrătorii paraveterinari), și este ilegal ca orice persoană care nu este înregistrată să se numească medic veterinar, prescrie orice medicamente sau să efectuează un tratament.
Majoritatea medicilor veterinari lucrează în medii clinice, tratând animalele direct. Acești veterinari pot fi implicați într-o practică generală, în tratarea animalelor de toate tipurile; ele pot fi specializate într-un grup specific de animale, cum ar fi animale de companie, șeptel, animale de grădină zoologică sau ecvidee; sau se poate specializa într-o disciplină medicală restrânsă, cum ar fi chirurgia, dermatologia sau medicina internă.

## Legături externe
- Medic veterinar pe Curlie